# Šidélko ruměnné
Šidélko ruměnné (Pyrrhosoma nymphula) je druh malé vážky. Český název má díky svému červeno-černému zbarvení. Je kromě vážky šarlatové (Ceriagrion tenellum) jediným červeně zbarveným druhem vážky ve střední Evropě.
Přes své nápadné zbarvení a hojnému výskytu je občas přehlíženo, protože se rádo schovává ve vegetaci.

## Anatomie
Délka těla je 35 až 45 milimetrů, rozpětí křídel 50 až 70 milimetrů. Nohy šidélka ruměnného jsou zbarveny černě. Tím se šidélko ruměnné liší od vážky šarlatové, jejíž nohy jsou zbarveny do červena. Obě pohlaví šidélka ruměnného mají černé znaky na břiše, které jsou u samců omezeny na zadní části břicha.
U samic tři, někteří autoři rozlišují i čtyři barevné formy. Forma typica nese červené značení na břišních částech dvě až šest; poslední části jsou zbarveny zcela černě. Červené segmenty mají černou středovou čáru, která se směrem ke konci každé části rozšiřuje na černou skvrnu; následuje úzký žlutý kroužek. Podruh fulvipes je podobný typica, ale černé znaky na částech dvě až šest nejsou tak výrazné. Konečně u melatonum formy je břicho převážně kovově černé, nanejvýš malé množství červených částí na stranách segmentů dvě až šest.
Celkově jsou černé znaky mnohem výraznější u samic než u samců. Mláďata jak samců, tak samiček mají na hrudi žluté pruhy (tzv. antehumerální pruhy); s věkem tmavnou až šarlatoví, kromě samic melanotum.

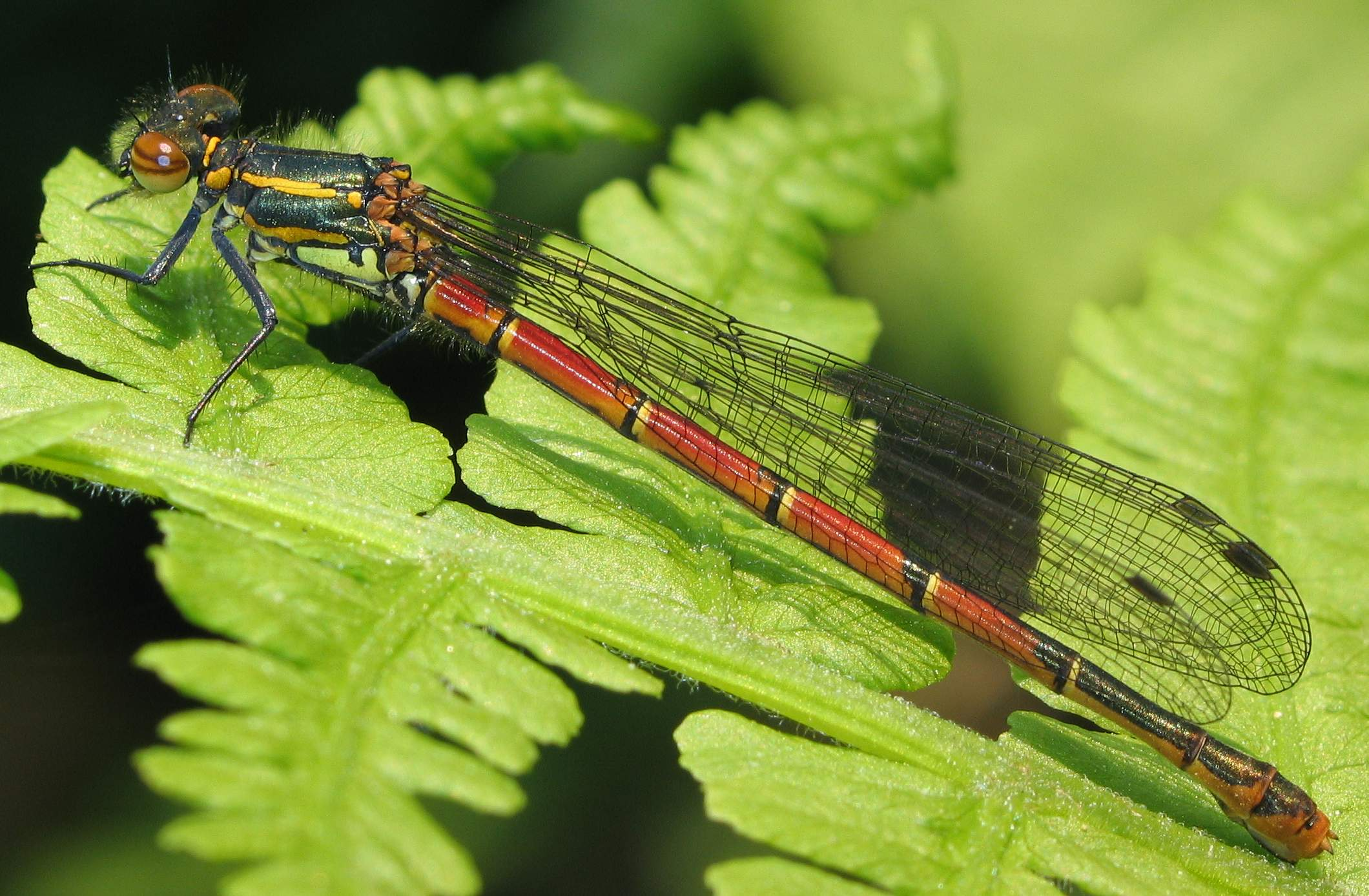
Samička
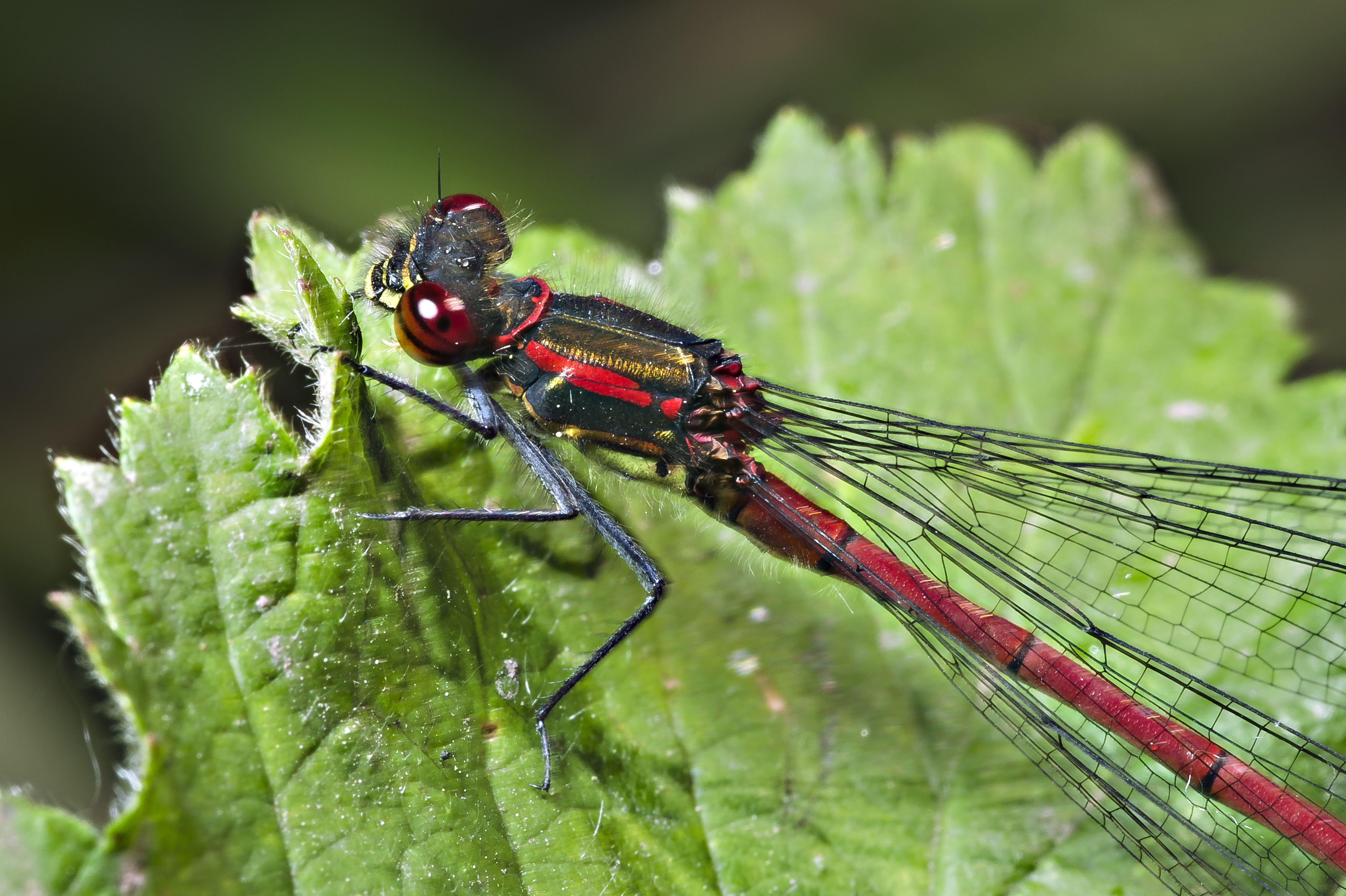
Detailní záběr samce
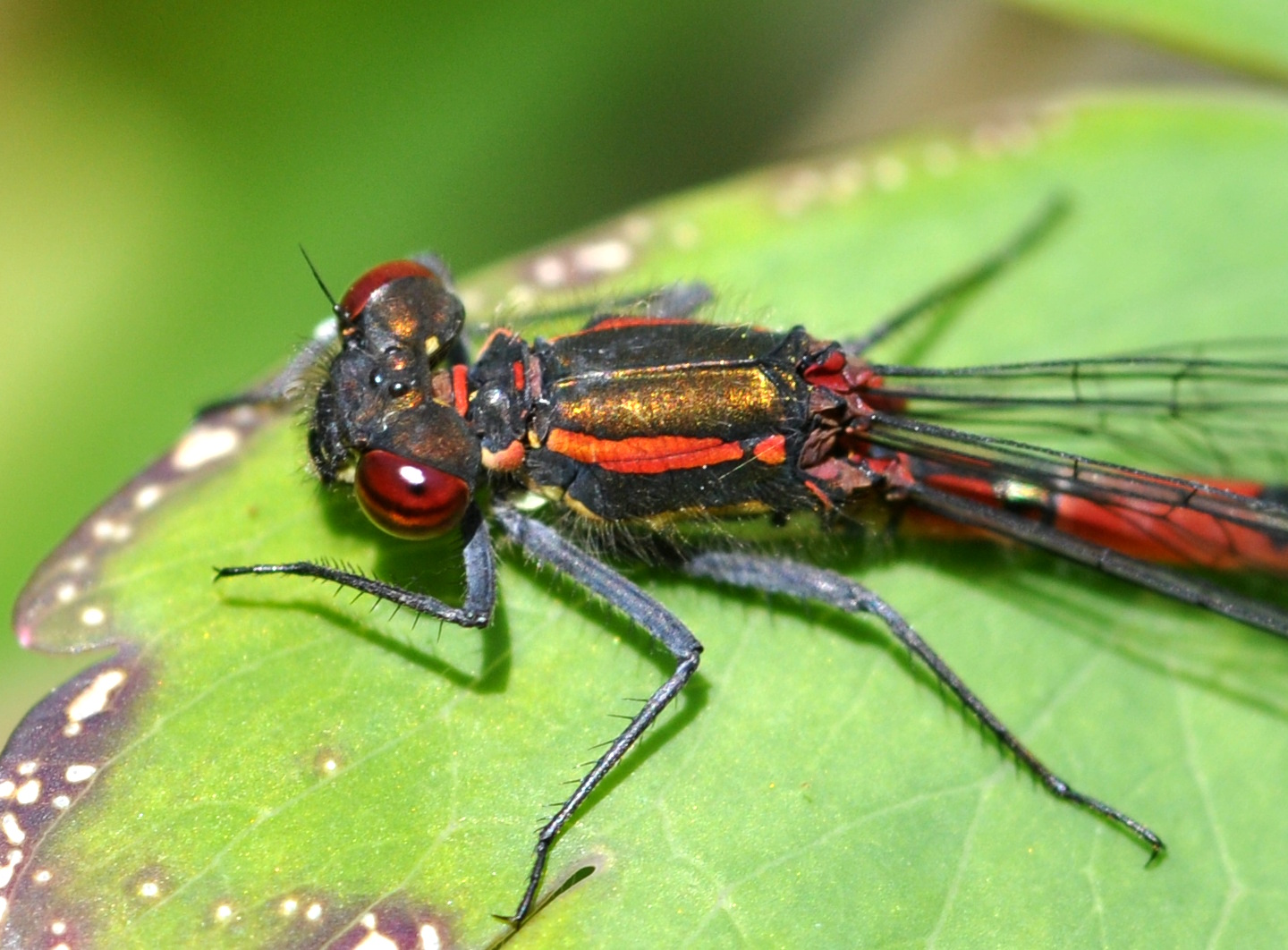
Detailní pohled na samičku
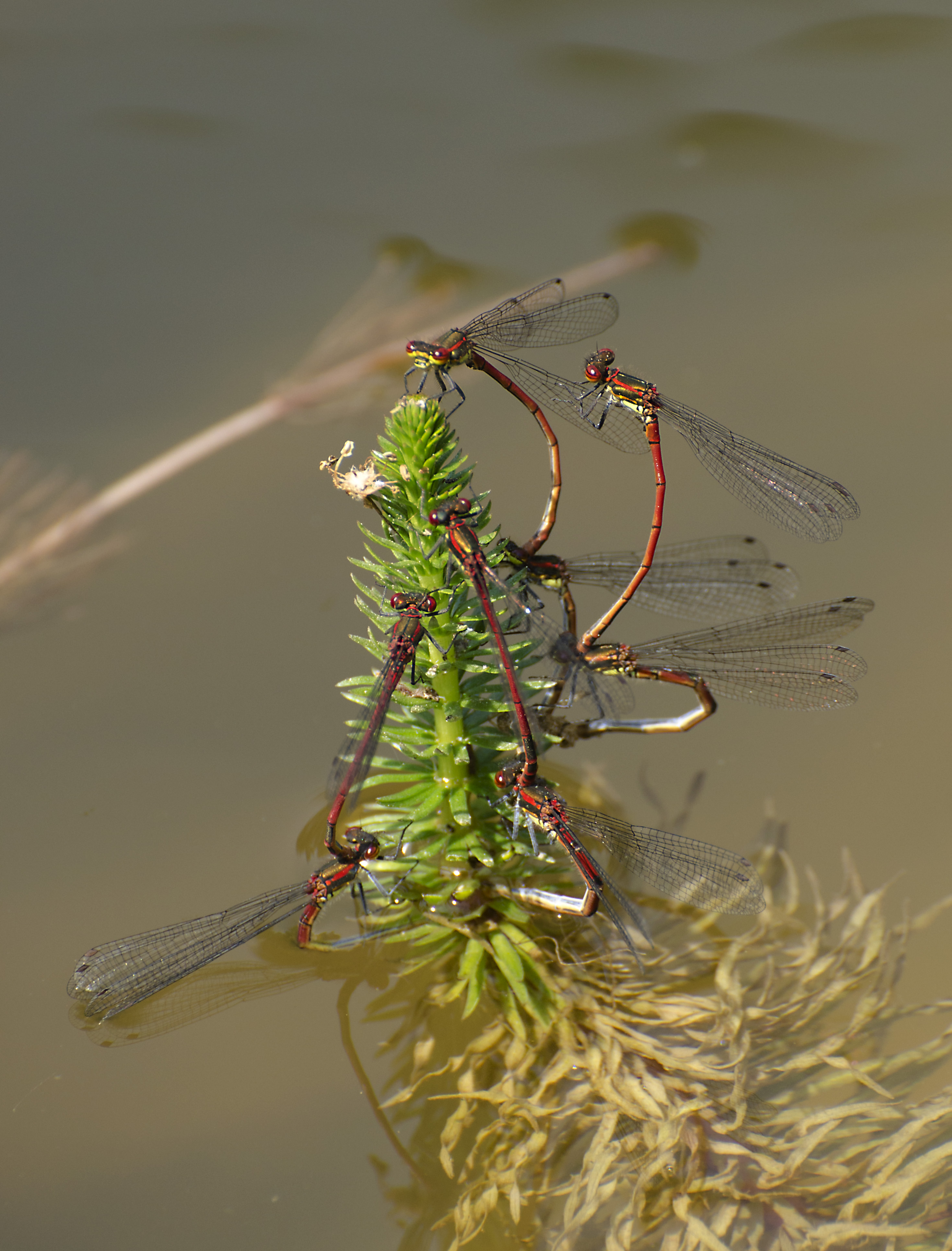
Kladení vajec skupinou samiček

## Životní cyklus
Dospělci se vyskytují od dubna do srpna. Díky tomu je šidélko ruměnné jednou z prvních vážek, které jsou ve střední Evropě pozorovány na jaře. Ještě dříve jsou aktivní pouze přezimující vážky, které přezimují jako dospělci.
K páření dochází pouze za slunečného počasí během časných ranních hodin pozdního jara nebo začátku léta. Aby zvířata nakladla vajíčka, přistávají ve skupinách na plovoucích rostlinách nebo rostlinách, které vyčnívají z vody. Samička vajíčka přichytí na části rostlin pod vodní hladinou. Za tímto účelem je často téměř celý ponořena ve vodě. Larvy se vyvíjejí ve vodě a přezimují v posledním larválním stadiu. Následující jaro vylézají z vody na břehové porosty. Tam se dospělec osvobodí ze své skořápky (exuvia) a začíná nový životní cyklus.

## Rozšíření, stanoviště
Druh je rozšířen v Evropě. Ve Skandinávii se vyskytuje pouze v jižních oblastech a podél norského pobřeží; druh se nevyskytuje v částech jižní Evropy a na Balkánském poloostrově. V několika oblastech Řecka a jižní Albánie se vyskytuje příbuzný druh Pyrrhosoma elisabethae, který lze odlišit pouze podle břišních přívěsku P. nymphula.
Šidélko ruměnné se vyskytuje u rybníků, pomalu tekoucích potoků a také na rašeliništích a v tůních. Vzhledem k tomu, že šidélko ruměnné jen zřídka sedí volně a dává přednost husté břehové vegetaci, ve které se mohou zvířata schovat, není tento rozšířený a nápadně zbarvený druh k vidění tak často jako jiné běžné malé vážky.